# Kloster Nivelles

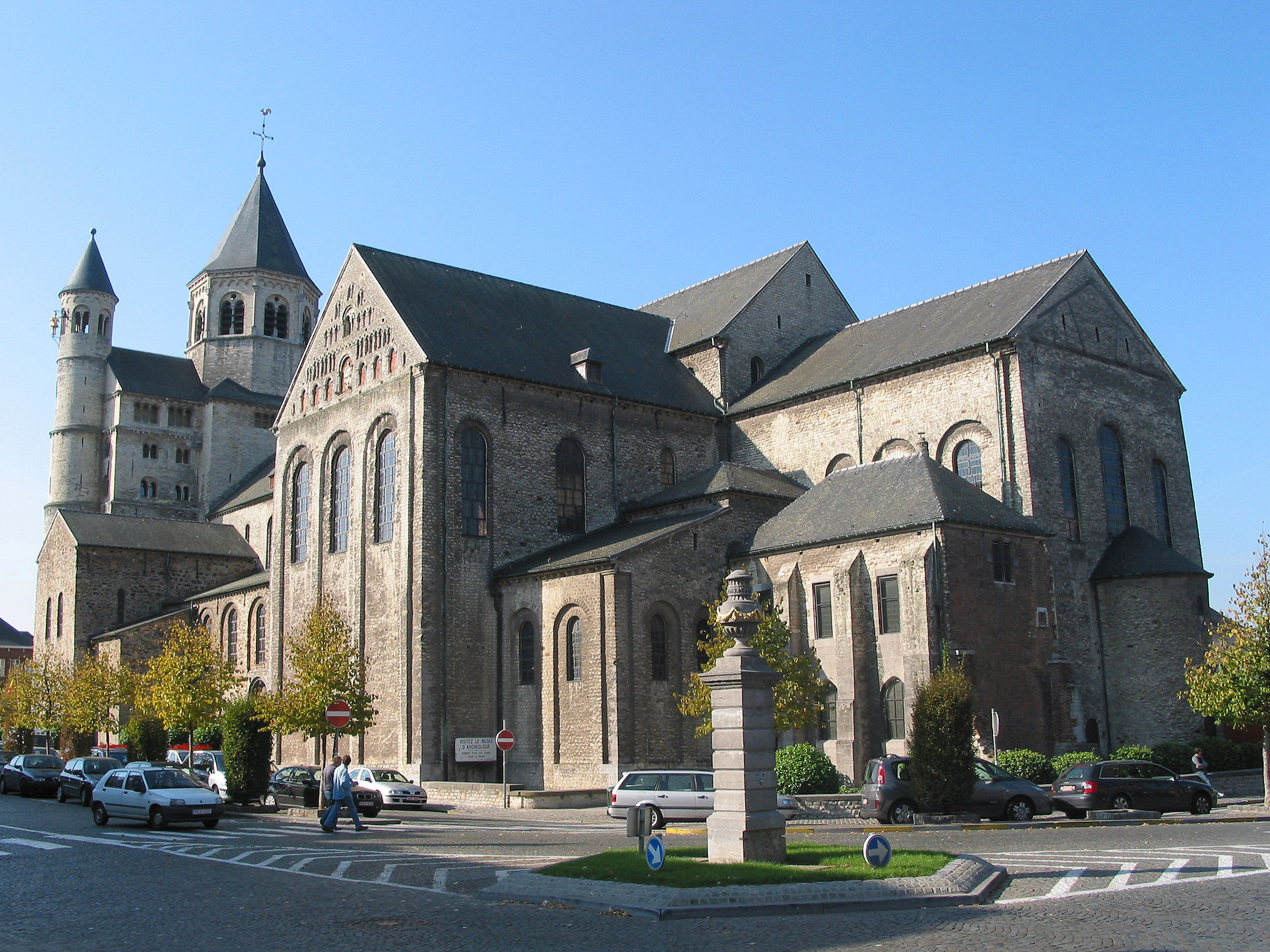
Romanische Stiftskirche St. Gertrud (11./13. Jahrhundert)

Das Kloster Nivelles wurde im Jahre 640 von Itta, der Ehefrau Pippins des Älteren, im Gebiet der heutigen Stadt Nivelles, Belgien gegründet. Um dieses Kloster ist eine Siedlung entstanden. Nach dem Tode Gertruds, der ersten Äbtissin und Tochter der Gründerin des Klosters, im Jahre 659 wurde sie zum Wallfahrtsort. 
Aus einer Urkunde aus dem Jahre 972 geht hervor, dass die Abtei Nivelles 14.000 Mansen an Ländereien besaß. 
Im Jahre 1789 wurde das Kloster aufgelöst, was einen wirtschaftlichen Niedergang für den Ort bedeutete.
Im Jahre 1940 wurden die Altstadt und das Kloster bei einer Bombardierung weitgehend zerstört.

## Äbtissinnen des Klosters
- um 644 bis 658 Gertrudis (* 626; † 17. März 659), Tochter Pippins (Pippiniden)
- 658 bis 669 Vulfetrudis († 23. November 669), Gertrudis' Nichte, Tochter Grimoalds des Älteren (Pippiniden)
- 670 –??   Agnes I.
- Dominique
- Egburge
- Rotrude
- Iduberge
- 877       Tauperge
- 887 bis 907 Gisela (auch Gisla; † 907), Tochter Lothars II., auch Äbtissin von Fosses (Karolinger)
- 966       Adalbertine
  - Mathilde († 968), Laienäbtissin, Ehefrau König Heinrichs I. (Immedinger)
- 992       Gode
- um 1003 Adelheid, † 1011, Tochter von Ezzo, Pfalzgraf von Lothringen (Ezzonen)
- 1046/49 Richenza I, Tochter von Hermann I., Pfalzgraf von Lothringen (Ezzonen)
- 1070      Ide
- 1073–1112 Richenza II.
- 1126–1136 Ode I.
- 1158      Ode II.
- 1161–1178 Ade
- 1182      Bertha I.
- 1183–1209 Bertha II.
- 1218–1225 Hedwidis
- 1227      Idulberge
- 1230–1265 Ode III. van Lays
- 1267–1277 Elisabeth I. de Brugelette
- 1277–?  Aleide I. van Beerbeke
- bis  1278 Elisabeth II. van Burget
- 1287–1293 Isabelle I.
- Mathilde von Avesnes, Tochter von Johann II., Graf von Holland († 1304) (Haus Avesnes)
- 1293–1340 Iolande de Steyne
- 1340–1341 Elisabeth III. de Gavre
- 1341–1351 Elisabeth IV. de Liedekercke
- 1351–1380 Mathilde de Leeuwenberg
- 1380–1386 Aleide II. de Ligne
- 1386–1417 Catherine van Halewyn (de Halluwin)
- 1417–1423 Isa(belle) II. de Franckenberg
- 1423–1441 Christine van Franckenberg
- 1441–1449 Agnes I. van Franckenberg
- 1449–1462 Marguerite I. d'Escornay
- 1462–1474 Agnes II. van Franckenberg
- 1474–1490 Marguerite II. van Hauchin
- 1490–1494 Guillelme van Franckenberg
- 1494–1520 Elisabeth V. van Herzelles
- 1520–1522 Marguerite III. d'Esne
- 1522–1548 Adrienne I. de St. Omer
- 1548–1549 Adrienne II. de Morbecq
- 1549–1561 Marguerite IV. d'Estourmel
- 1561–1569 Marguerite V. de Noyelle
- 1569–1601 Marie I. van Hoensbroek
- 1601–1604 Anne-Marguerite de Namur
- ca. 1604–1623 Marguerite VI. de Haynin
- 1623–1630 Isabelle II. de Schouteete van Zuylen
- 1630–1654 Adrienne III. de Lannoy
- 1654–1668 Elisabeth VI d'Oyenbrugge
- 1668–1705 Madeleine-Thérèse de Noyelle
- 1705–1724 Maria-Françoise de Berghes (Haus Glymes)
- 1724–1743 Caroline (Charlotte) de Berlaimont
- 1743–1774 Ursule-Antoinette de Berlo de Francdouaire
- 1774–1795 Marie-Félicité-Philippine Vandernoot